# Lars Guggisberg

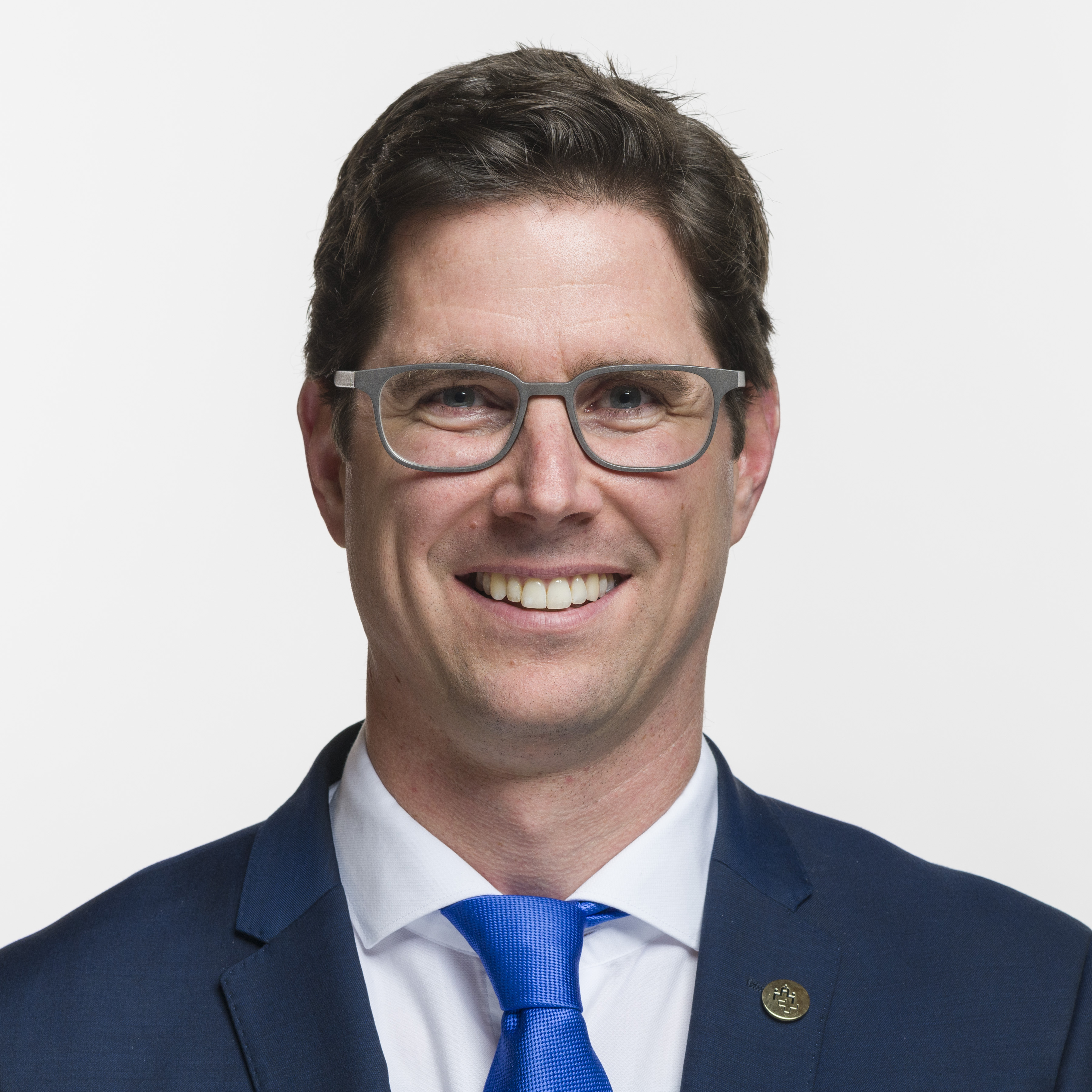
Lars Guggisberg (2019)

Lars Patrick Guggisberg (* 19. Juli 1977 in Bern; heimatberechtigt in Wald) ist ein Schweizer Politiker (SVP). Er ist seit dem 2. Dezember 2019 Mitglied des Nationalrates für den Kanton Bern.

## Leben
Guggisberg wuchs auf einem landwirtschaftlichen Betrieb in Seftigen auf. Er absolvierte das Wirtschaftsgymnasium Bern-Neufeld wo er 1997 die Matura abschloss. Bis 2002 studierte er Rechtswissenschaften und legte 2005 das Rechtsanwaltspatent im Kanton Bern ab. Bis 2007 war Guggisberg Kammerschreiber des Verwaltungsgerichts in Bern, danach war er bis 2013 im Bundesamt für Verkehr (BAV) tätig und dozierte auch an der Fernfachhochschule Schweiz (FFHS) in Wirtschaftsrecht. Zwischen 2014 und 2021 war er Sektions-Geschäftsführer des Handels- und Industrievereins des Kantons Bern. 2018 legte er zudem einen Executive MBA ab. Seit Juni 2021 leitet Guggisberg als Direktor den Gewerbeverband Berner KMU in Burgdorf.
Guggisberg ist verheiratet, hat zwei Kinder und lebt in Kirchlindach.

## Politik
Guggisberg begann seine politische Laufbahn als Mitglied der Entwicklungskommission (2003–2006) und als Vizepräsident der Finanzkommission (2006–2009). Ab 2010 wurde er dreimal in den Grossen Rat des Kantons Bern gewählt, bevor er 2019 Mitglied des Nationalrates wurde. Er ist Präsident der SVP Bern-Mittelland.